# Getty Center

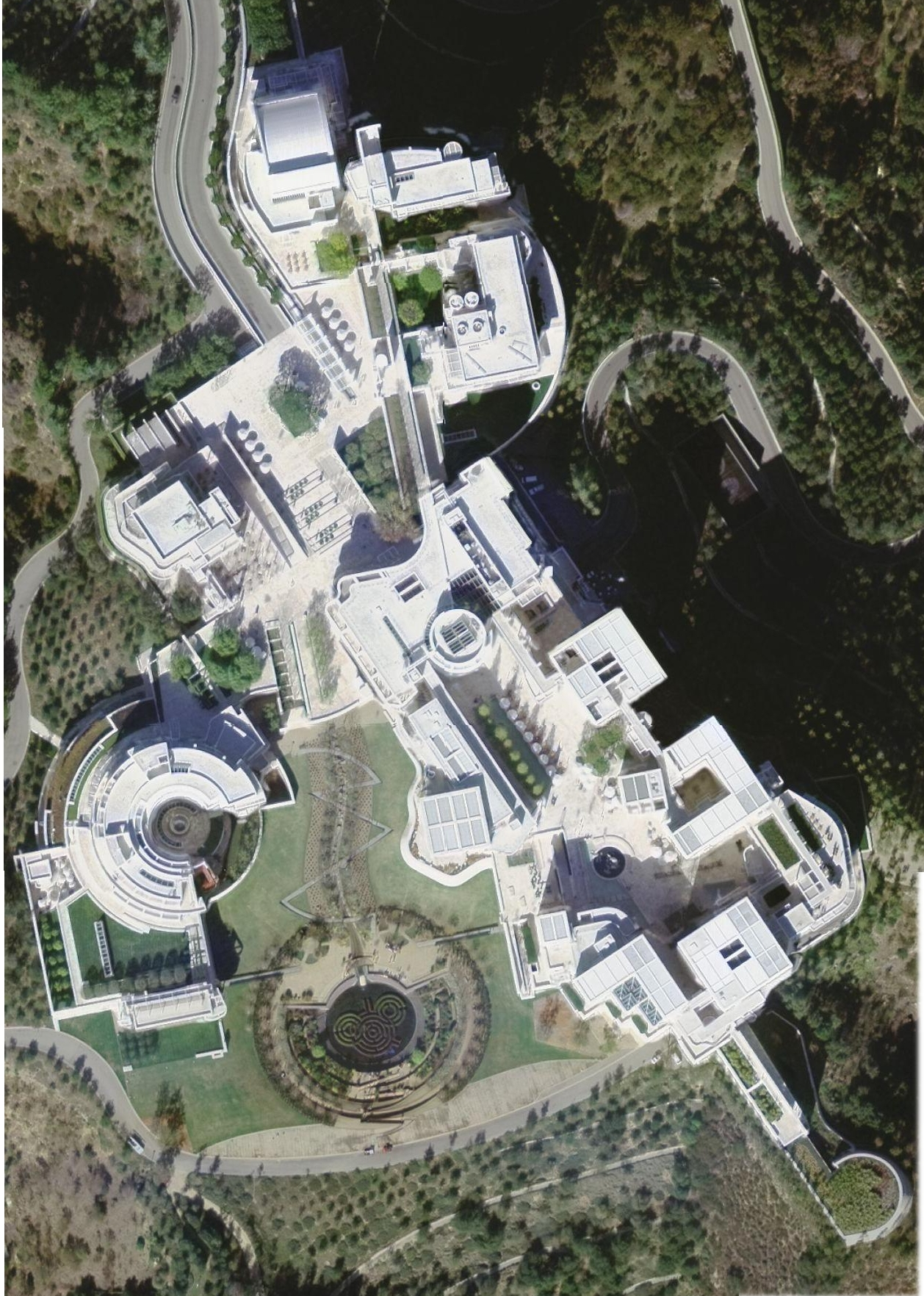
Satellitbild av Getty Center med museibyggnaderna nederst till höger.

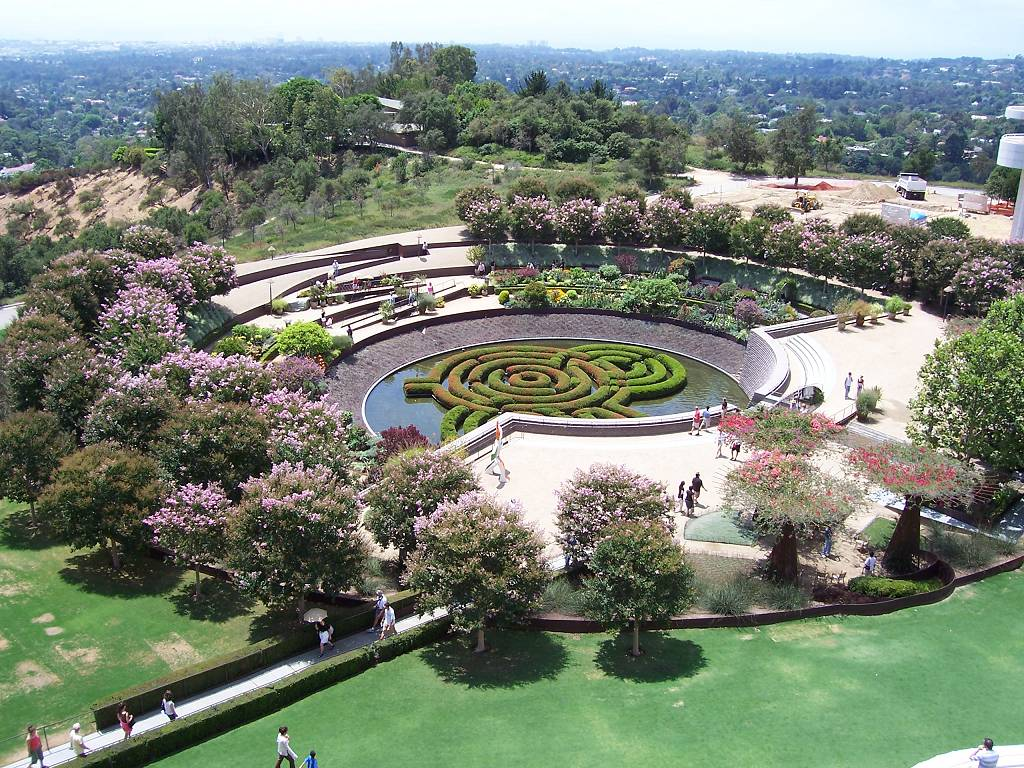
Central Garden sedd från museet.

Getty Center är ett konstcentrum i Brentwood i Los Angeles, Kalifornien, USA, som bland annat omfattar konstmuseet J. Paul Getty Museum.
Getty Center öppnade i december 1997. Förutom konstmuseet inryms ett forskningsinstitut, en konservatorenhet, Gettystiftelsen samt J. Paul Getty Trust, som äger och driver centret.
Arkitekten Richard Meier har utnyttjat sig av två konvergerande bergskammar. Utefter den ena finns konstgallerierna och utefter den andra ligger byggnader för administration. Byggnaderna, som är gjorda i betong och stål, är klädda med travertinmarmor. Eftersom Getty Center ligger i en region som är utsatt för skogsbränder, har omfattande åtgärder vidtagits för att skydda byggnaderna mot brand och inträngande av brandrök. Travertin, som är mycket motståndskraftigt mot eld, används genomgående för ytterväggar och taken är täckta av krossad sten. Den ursprungliga chaparalvegetationen närmast centret är utbytt mot vattenhållande växter samt hamlade ekar med trädkronor högt över marken. Inget gräs växer i närheten och buskar hålls undan genom regelbunden betning av getter. Centret har en stor vattentank för brandbekämpning och har barriärer som hindrar rök från att ta sig in. I slutet av oktober 2019 rasade svåra gräsbränder för första gången nära centret.
Inom hela området finns fontäner, som också ger ett behagligt bakgrundsljud. Den stora Central Garden i Getty Center är skapad av konstnären Robert Irwin.
J. Paul Getty Museums samlingar består av europeisk bildkonst, skulptur och konsthantverk från tiden fram till och med 1800-talet samt europeiska och amerikanska fotografier från 1800- och 1900-tal.

## Urval av verk
- Arii Matamoe av Paul Gauguin 1892.
- Irisar av Vincent Van Gogh 1889
- Porträtt av en hillibardiär av Pontormo 1528-30.
- En kopia av Porträtt av Ludvig XIV, av Hyacinthe Rigauds verkstad, efter 1701

## Fotogalleri

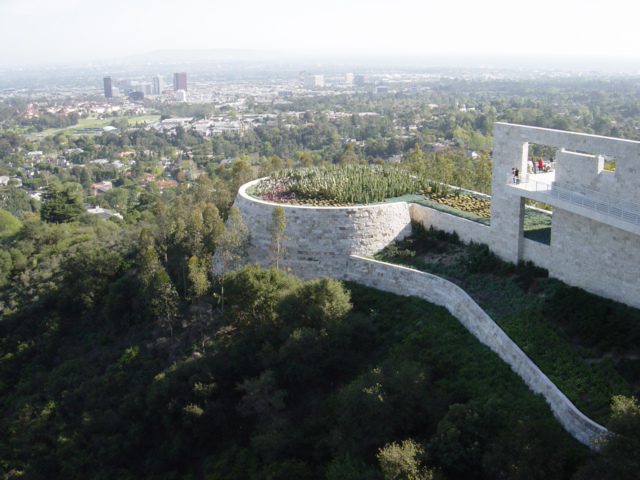
Kaktusträdgården i utkanten av Getty Center, med västra Los Angeles i bakgrunden
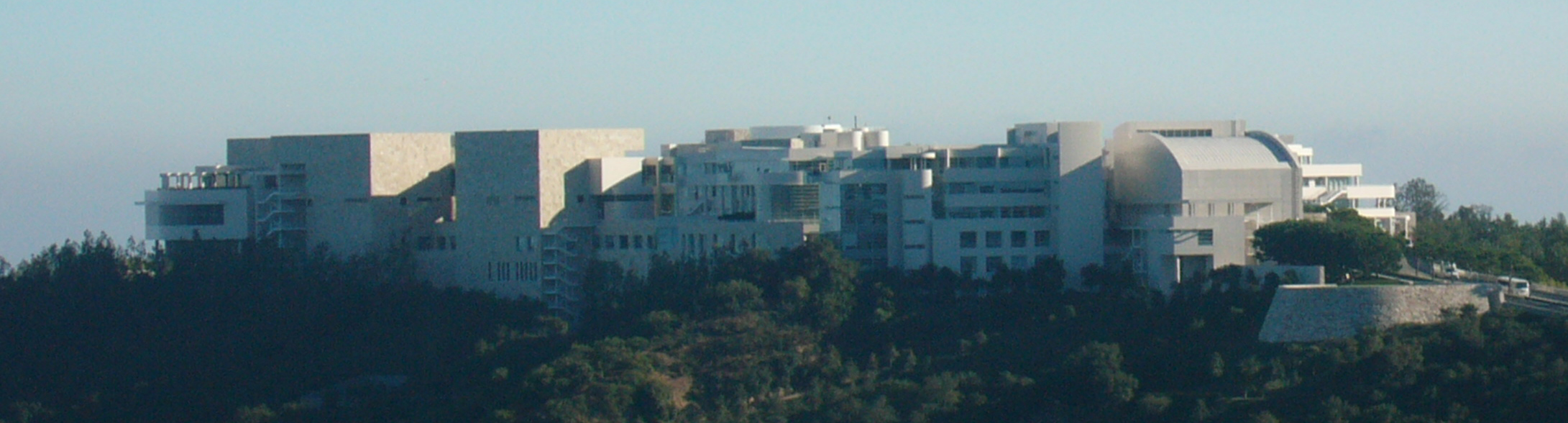
Getty Center, sedd från en av Bel Air-områdets kullar
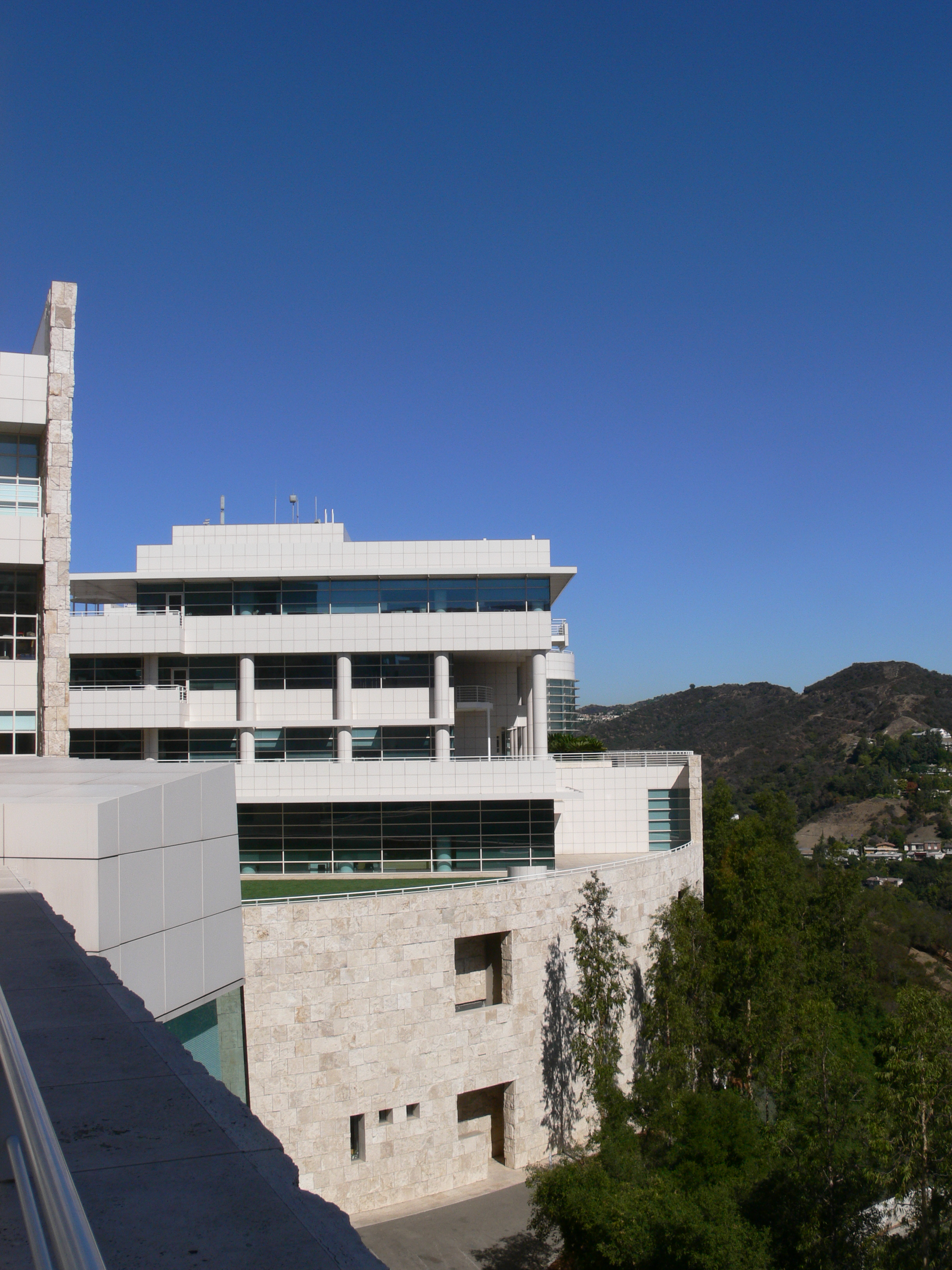
Getty Center sedd från trädgården

## Att läsa vidare
- Brawne, Michael (1998). The Getty Center: Richard Meier & Partners. London: Phaidon. ISBN 978-0714837994
- Weschler, Lawrence; Becky Cohen (2002). Robert Irwin Getty garden. Los Angeles: J. Paul Getty Museum. ISBN 978-0892366200